# ARENA37℃
ARENA37℃ (アリーナサーティーセブン) は、音楽専科社により発行されていたJ-POPを取り扱う音楽誌。毎月10日に発売される。

## 歴史
1982年10月に創刊。創刊号には「ミュージシャン参加の生活必需マガジン」というサブタイトルが併記されている。創刊号の表紙にはRCサクセションや細野晴臣などのミュージシャンの名の他、ビートたけしの名前も見受けられる。なお、現在ではミュージシャンの写真が表紙として用いられているが、創刊号ではタバコを吸う女性のイラストである。
2013年9月号をもって休刊した。

## 誌名の由来
誌名にある「37℃」とは微熱を意味する。前述の創刊号には「高みの見物はゆるしません。微熱37℃気分でアリーナへおいで!!」というキャプションがあり、音楽の評論というよりは、ミュージシャンの写真やインタビューを中心としたファン向けの雑誌という内容を表している。